# Mark Scheifele
Mark Scheifele (* 15. März 1993 in Kitchener, Ontario) ist ein kanadischer Eishockeyspieler, der seit Oktober 2011 bei den Winnipeg Jets in der National Hockey League unter Vertrag steht. Mit der kanadischen Nationalmannschaft gewann er bei der Weltmeisterschaft 2016 die Goldmedaille.

## Karriere
Im Jahr 2010 verließ Scheifele seinen Heimatclub, die Kitchener Dutchmen, und wechselte zu den Barrie Colts in die kanadische Juniorenliga Ontario Hockey League. Dort wurde er gleich in seiner ersten Saison in der OHL mit 75 Punkten viertbester Scorer der Rookiewertung und zweitbester Scorer seines Teams.
Beim NHL Entry Draft 2011 wurde Scheifele an siebter Stelle von den Winnipeg Jets ausgewählt. Es war der erste Draft-Wahlrecht des umgesiedelten Teams. Nachdem der Stürmer die Vorbereitungsspiele auf die NHL-Saison als punktbester Spieler des Teams abgeschlossen hatte, erhielt er am 3. Oktober 2011 seinen ersten Vertrag. Am 9. Oktober gab er bei der 1:5-Niederlage gegen die Montréal Canadiens sein Debüt in der National Hockey League. Nach sieben Spielen, in denen er auch sein erstes Tor erzielte, wurde er zur weiteren Entwicklung wieder an die Barrie Colts abgegeben.
In der Saison 2012/13 erreichte Scheifele mit den Colts das Finale der OHL. Mit 41 Punkten wurde er bester Scorer der Playoffs und über den gesamten Saisonverlauf punktbester Spieler seines Teams.
Seit der Spielzeit 2013/14 gehört Scheifele fest zum NHL-Aufgebot der Jets. In der Saison 2015/16 erzielte er 29 Tore und 32 Vorlagen und führte die Jets somit erstmals in erzielten Treffern an. Seine persönliche Statistik steigerte der Angreifer im Jahr darauf nochmals deutlich, als er mit 82 Scorerpunkten einen neuen Team-Rekord aufstellte und sich erstmals unter den besten 10 Scorern der Liga platzierte.
Im Oktober 2023 unterzeichnete Scheifele einen neuen Siebenjahresvertrag in Winnipeg, der ihm mit Beginn der Saison 2024/25 ein durchschnittliches Jahresgehalt von 8,5 Millionen US-Dollar einbringen soll. In diesem Spieljahr stellte er mit 87 Scorerpunkten einen neuen persönlichen Bestwert auf, während er zudem sein 329. Tor im Trikot der Jets erzielte und damit den Franchise-Rekord von Ilja Kowaltschuk (328) übertraf. Er ist seither bester Torjäger in der Geschichte der Jets bzw. Thrashers.

### International
Im Frühjahr 2011 nahm er für Kanada an der U18-Junioren-Weltmeisterschaft teil, bei der er in sieben Spielen acht Punkte verbuchen konnte. Bei der U20-Junioren-Weltmeisterschaft 2012 gewann er mit seinem Team die Bronze-Medaille. In der A-Nationalmannschaft seines Heimatlandes debütierte er bei der Weltmeisterschaft 2014. Zwei Jahre später stand er erneut im Aufgebot des Team Canada, mit dem er bei der WM 2016 die Goldmedaille gewann. Dem folgte ein Jahr darauf die Silbermedaille bei der Weltmeisterschaft 2017.

## Erfolge und Auszeichnungen
- 2011 Teilnahme am CHL Top Prospects Game
- 2011 OHL Second All-Rookie-Team
- 2019 Teilnahme am NHL All-Star Game
- 2020 Teilnahme am NHL All-Star Game

### International
- 2012 Bronzemedaille bei der U20-Junioren-Weltmeisterschaft
- 2016 Goldmedaille bei der Weltmeisterschaft
- 2017 Silbermedaille bei der Weltmeisterschaft

## Karrierestatistik
Stand: Ende der Saison 2024/25

### International
| Vertrat Kanada bei: - U18-Junioren-Weltmeisterschaft 2011 - U20-Junioren-Weltmeisterschaft 2012 - U20-Junioren-Weltmeisterschaft 2013 | - Weltmeisterschaft 2014 - Weltmeisterschaft 2016 - Weltmeisterschaft 2017 | Vertrat Team Nordamerika bei: - World Cup of Hockey 2016 |

(Legende zur Spielerstatistik: Sp oder GP = absolvierte Spiele; T oder G = erzielte Tore; V oder A = erzielte Assists; Pkt oder Pts = erzielte Scorerpunkte; SM oder PIM = erhaltene Strafminuten; +/− = Plus/Minus-Bilanz; PP = erzielte Überzahltore; SH = erzielte Unterzahltore; GW = erzielte Siegtore; 1 Play-downs/Relegation; Kursiv: Statistik nicht vollständig)